# Chirita rotundata
Chirita rotundata är en tvåhjärtbladig växtart som beskrevs av Euphemia Cowan Barnett. Chirita rotundata ingår i släktet Chirita och familjen Gesneriaceae. Inga underarter finns listade i Catalogue of Life.